# Małodołynśke
Małodołynśke (ukr. Малодолинське) – wieś na Ukrainie, w obwodzie odeskim, w rejonie odeskim, w hromadzie Czornomorśk. W 2001 liczyła 3177 mieszkańców, spośród których 1696 wskazało jako ojczysty język ukraiński, 1455 rosyjski, 13 mołdawski, 2 bułgarski, 5 białoruski, a 16 inny.